# Bussy-Saint-Georges
Bussy-Saint-Georges (franskt uttal: [bysi sɛ̃ ʒɔʁʒ]
 ( lyssna)) är en kommun i departementet Seine-et-Marne i regionen Île-de-France i norra Frankrike. Kommunen ligger i kantonen Torcy som tillhör arrondissementet Torcy. År 2022 hade Bussy-Saint-Georges 26 334 invånare.

## Befolkningsutveckling
| Befolkningsutvecklingen i Bussy-Saint-Georges 1968–2021 | Befolkningsutvecklingen i Bussy-Saint-Georges 1968–2021 | Befolkningsutvecklingen i Bussy-Saint-Georges 1968–2021 | Befolkningsutvecklingen i Bussy-Saint-Georges 1968–2021 | Befolkningsutvecklingen i Bussy-Saint-Georges 1968–2021 |
| ------------------------------------------------------- | ------------------------------------------------------- | ------------------------------------------------------- | ------------------------------------------------------- | ------------------------------------------------------- |
|                                                         |                                                         |                                                         |                                                         |                                                         |
| År                                                      |                                                         |                                                         | Folkmängd                                               |                                                         |
| 1968                                                    | 1968                                                    |                                                         | 462                                                     |                                                         |
| 1975                                                    | 1975                                                    |                                                         | 441                                                     |                                                         |
| 1982                                                    | 1982                                                    |                                                         | 456                                                     |                                                         |
| 1990                                                    | 1990                                                    |                                                         | 1 545                                                   |                                                         |
| 1999                                                    | 1999                                                    |                                                         | 9 194                                                   |                                                         |
| 2007                                                    | 2007                                                    |                                                         | 20 013                                                  |                                                         |
| 2015                                                    | 2015                                                    |                                                         | 26 346                                                  |                                                         |
| 2021                                                    | 2021                                                    |                                                         | 26 571                                                  |                                                         |